# Janusz Wątor
Janusz Wątor (ur. 1968 w Myślenicach) − polski rzeźbiarz. Zajmuje się rzeźbą w drewnie i brązie.
Ukończył Państwowe Liceum Sztuk Plastycznych im. A. Kenara w Zakopanem oraz Wydziału Rzeźby Akademii Sztuk Pięknych w Krakowie. Dyplom otrzymał w 1994 roku. Jest synem Jana Wątora (snycerza i rzeźbiarza).
Wystawy indywidualne do 2002 r.:
- 1998 "Trzy Dzieła" ZPAP Sukiennice, Kraków
- 1999 Fribourg, Szwajcaria
- 2000 „Ogród” Kersten, Kraków
- 2001 „Zdusze” Galeria Sztuki Współczesnej, Myślenice
- 2001 „Wystawa Rzeźby” Galeria Sztuki Zamek, Sucha Beskidzka
- 2001/2002 „Szkice do rzeźby” Centrum Sztuki Współczesnej Solvay, Kraków
- 2002 „Rzeźba” Fribourg, Szwajcaria

Wystawy zbiorowe do 2004 r.:
- 1993  „Przesilenie” BWA, Kraków
- 1994  „Multimedia” BWA, Kraków
- 1994 „Czynne Miasto Kraków”
- 1995 13 Konfrontacje Najmłodszych Artystów Krakowskich, Myślenice
- 1996 „Wiosenny Salon” Pałac Sztuki, Kraków
- 2000 "Głowy", Galeria Przedmiotu BB, Kraków
- 2004 „Rzeźba, malarstwo, rysunek” MDK, Myślenice
- 2004 międzynarodowe plenery i warsztaty artystyczne w Tokarni, Myślenicach i we Włoszech.
- 2016 "W-gallery-03" Galeria Blik, Gdańsk[2]
- 2016 "Tranzyt" projekt W-gallery Galeria V.K. Jonynasa, Druskienniki, Litwa[3]

Współpraca z galeriami:
- Kersten (Kraków)
- De Bronzen Beeldenboerderij, Holandia
- Art & Cadres, Szwajcaria
- Galeria Anna Kareńska, Poznań